# Mick Doyle
Mick Doyle (ur. 13 października 1941 w Castleisland, hrabstwo Kerry, zm. 11 maja 2004 koło Ballygawley, hrabstwo Tyrone) – irlandzki rugbysta i trener.
W latach 1965–1968 występował (przez pewien czas jednocześnie z bratem Thomasem) w reprezentacji narodowej Irlandii. Zaliczył 20 spotkań w kadrze.
Jako trener prowadził do sukcesów drużynę Leinster (pięć tytułów mistrzowskich w rozgrywkach międzyprowincjonalnych); w 1984 zastąpił Williego Johna McBride na stanowisku terenera narodowego zespołu Irlandii. Pod kierownictwem Doyle’a zespół wygrał m.in. prestiżowy Turniej Pięciu Narodów (1985) oraz brał udział w pierwszych mistrzostwach świata, rozgrywanych w Nowej Zelandii w 1987; podczas tych zawodów atak serca zmusił Doyle’a do zakończenia pracy trenerskiej.
W późniejszym okresie pracował jako lekarz weterynarii, pozostawał jednocześnie związany z rugby jako utalentowany komentator radiowy. Zmagał się z problemami zdrowotnymi, m.in. z chorobą alkoholową, a także skutkami wylewu krwi do mózgu, jakiego doznał w 1996 roku. Był autorem dwóch książek autobiograficznych (m.in. 0.16).
Zginął w wypadku samochodowym.